# 努爾·阿卜杜勒薩拉姆
努爾·阿卜杜勒薩拉姆（Nour Abdelsalam，1993年3月29日—）是一名埃及女子跆拳道運動員。她曾經獲得2015年非洲運動會跆拳道比賽女子49公斤級金牌以及2014年、2016年、2018年非洲跆拳道錦標賽女子49公斤級金牌。

## 外部連結
- TaekwondoData.com （页面存档备份，存于）